# فاطمة الزهراء بوشملة
فاطمة الزهراء بوشملة سياسية ومحامية جزائرية، وزيرة منتدبة لدى رئيس الحكومة، مكلفة بالجالية الوطنية بالخارج، عينها الرئيس عبد العزيز بوتفليقة بـحكومة علي بن فليس وحكومة أحمد أويحيى (2002- ماي 2003).
والمنسقة العامة للجان المساندة في الخارج للمترشح علي بن فليس سنة 2014. نائب بالمجلس الشعبي الوطني عضو بلجنة إثبات عضوية النواب للفترة التشريعية الخامسة.

## نشأتها ودراستها

### دراستها
- شهادة المحاماة.[6]

## المناصب التي تولتها
تقلدت بوشملة عدة مناصب منها:
- المنسقة العامة للجان المساندة في الخارج للمترشح علي بن فليس سنة 2014.[4]
- وزيرة منتدبة لدى حكومة بن فليس وحكومة أحمد أويحيى، مكلفة بالجالية الوطنية بالخارج.[3][7][8]
- محامية - مجلس قضاء الجزائر (تاريخ أداء اليمين:1988/04/27).[6][9]
- نائب بالمجلس الشعبي الوطني.[5]